# Brandberg
Brandberg é um município da Áustria, situado no distrito de Schwaz, no estado do Tirol. Tem 156,07 km² de área e sua população em 2019 foi estimada em 361 habitantes.